# Audrius Kšanavičius
Audrius Kšanavičius (født 28. januar 1977) er en litauisk tidligere fodboldspiller (midtbane). 
Kšanavičius tilbragte størstedelen af sin karriere hos FBK Kaunas i hjemlandet, og havde desuden udlandsophold hos både lettiske Skonto Riga og Hearts i Skotland. Han spillede desuden 19 kampe og scorede to mål for det litauiske landshold.